# Lago Tseny
Il lago Tseny è un lago del Madagascar che si trova nella parte nord-occidentale dell'isola, nella regione di Sofia, a circa 2 km dal comune rurale di Tsaratanana.

## Fauna
Le acque del lago sono ricche di endemismi tra cui una popolazione relitta di Paretroplus menarambo, un pesce della famiglia dei Ciclidi che era stato considerato estinto in natura; altre specie presenti sono il ciclide Paretroplus lamenabe, il pesce gatto Arius madagascariensis e Sauvagella robusta.
Merita inoltre una menzione la presenza di Erymnochelys madagascariensis, rara tartaruga in pericolo critico di estinzione.